# NN-271
La carretera NN‑271 es una vía departamental secundaria que conecta los municipios de Achuapa y Santa Rosa del Peñón en el departamento de León. Su longitud es de 11.3 km y fue inaugurada en 2024 como parte del plan de conectividad rural impulsado por el MTI para fortalecer el acceso agrícola y comunitario entre estas dos localidades.

## Trazado y cruces
La siguiente tabla muestra su recorrido, localidades y principales conexiones:
| km   | Localidad            | Departamento | Conexión / Ruta |
| ---- | -------------------- | ------------ | --------------- |
| 0.0  | Achuapa              | León         | NN 270          |
| 11.3 | Santa Rosa del Peñón | León         |                 |